# Mogannia
Mogannia is een geslacht van halfvleugeligen uit de familie van de Cicadidae (Zangcicaden). Het geslacht werd voor het eerst wetenschappelijk beschreven door Amyot & Serville in 1843.

## Soorten
Het genus bevat de volgende soorten:

- Mogannia aliena Distant, 1920
- Mogannia aurea Fraser, 1942
- Mogannia basalis Matsumura, 1913
- Mogannia binotata Distant, 1906
- Mogannia caesar Jacobi, 1902
- Mogannia conica (Germar, 1830)
- Mogannia cyanea Walker, 1858
- Mogannia doriae Distant, 1888
- Mogannia effecta Distant, 1892
- Mogannia flammifera Moulton, 1923
- Mogannia formosana Matsumura, 1907
- Mogannia funebris Stål, 1865
- Mogannia funettae Boulard, 2008
- Mogannia grelaka Moulton, 1923
- Mogannia guangdongensis Chen, Yang & Wei, 2012
- Mogannia hainana Shen, Lei & Yang, 2006
- Mogannia hebes (F. Walker, 1858)
- Mogannia horsfieldi Distant, 1905
- Mogannia indigotea Distant, 1917
- Mogannia malayana Moulton, 1923
- Mogannia mandarina Distant, 1905
- Mogannia minuta Matsumura, 1907
- Mogannia montana Moulton, 1923
- Mogannia moultoni Distant, 1910
- Mogannia nasalis (White, 1844)
- Mogannia obliqua Walker, 1858
- Mogannia paae Boulard, 2009
- Mogannia rosea Moulton, 1923
- Mogannia ruiliensis Chen, Yang & Wei, 2012
- Mogannia saucia Noualhier, 1896
- Mogannia sesioides Walker, 1868
- Mogannia sumatrana Moulton, 1923
- Mogannia tenebrosa Lee & Marshall, 2023
- Mogannia tumdactylina Chen, Yang & Wei, 2012
- Mogannia unicolor (Walker, 1852)
- Mogannia venustissima Stål, 1865
- Mogannia viridis (Signoret, 1847)